# Formazione dei Thunder
La pagina seguente racchiude le informazioni riguardanti la formazione della rock band britannica Thunder

## Formazione

### Formazione attuale
- Danny Bowes - voce (1988-1999;2002-presente)
- Luke Morley - chitarra (1988-1999;2002-presente)
- Ben Matthews - chitarra, tastiera (1988-1999;2002-presente)
- Chris Childs - basso (1996-1999; 2002-presente)
- Harry James - batteria (1988-1999; 2002-presente)

### Membri precedenti
- Mark Luckhurst - basso (1988-1993)
- Mikael Hoglund - basso (1993-1996)

## Cronologia delle formazioni
| (1988 - 1992)            | - Danny Bowes - voce - Luke Morley - chitarre - Ben Matthews - chitarre - Mark 'Snake' Luckhurst - basso - Gary 'Harry' James - batteria |
| (1993 - 1995)            | - Danny Bowes - voce - Luke Morley - chitarre - Ben Matthews - chitarre - Mikael Höglund - basso - Gary 'Harry' James - batteria         |
| (1996 - 2000)            | - Danny Bowes - voce - Luke Morley - chitarre - Ben Matthews - chitarre - Chris Childs - basso - Gary 'Harry' James - batteria           |
| (2000 - 2002)            | - split |
| reunion (2002 - present) | - Danny Bowes - voce - Luke Morley - chitarre - Ben Matthews - chitarre - Chris Childs - basso - Gary 'Harry' James - batteria           |